# Maurice Lamy (médecin)
 (décembre 2012).
Si vous disposez d'ouvrages ou d'articles de référence ou si vous connaissez des sites web de qualité traitant du thème abordé ici, merci de compléter l'article en donnant les références utiles à sa vérifiabilité et en les liant à la section « Notes et références ».
Pour les articles homonymes, voir Maurice Lamy et Lamy.
Maurice Lamy, né le 18 décembre 1895 à Amiens, mort le 28 août 1975 à Bordeaux, est un médecin français, fondateur de la génétique médicale en France.
Médecin des hôpitaux en 1934, il est d'abord l'élève de Robert Debré à l'hôpital Bretonneau. Lorsqu'il arrive à l'hôpital Necker-Enfants malades au début des années 1940, il dirige les consultations avant de devenir le chef de deux pavillons de médecine pédiatrique : Méry et Aviragnet. 
Il se consacre dès lors à l'étude des jumeaux et démontre la transmission génétique de nombreuses maladies. En 1951, la faculté de médecine crée pour lui la première chaire de génétique médicale. En 1959, il publie un ouvrage remarqué sur les maladies héréditaires du métabolisme. 
Dans les années qui suivent, il mobilise l'INSERM et l'université de Paris pour construire des laboratoires de recherche, des locaux d'enseignement et des consultations spécialisées. 
A l'Hôpital Necker-Enfants malades, un nouveau bâtiment est inauguré le 6 juin 1966, reliant les pavillons Méry et Aviragnet et baptisé « Clinique de génétique médicale ». L'unité de recherche INSERM U12 est implantée en son cœur pour constituer un ensemble structuré voué aux soins des enfants, à renseignement et à la recherche, selon le principe établi par Robert Debré.
Très vite, l'application des résultats de ses recherches à la prévention des maladies héréditaires le mène à s'interroger sur les valeurs essentielles que sont le respect de la vie et la liberté de l'individu. 
Très attaché à la qualité de la langue française et maniant volontiers l'humour, Maurice Lamy tient pendant des années une chronique hebdomadaire dans Le Figaro littéraire. Il achève sa carrière en qualité de membre puis de Secrétaire perpétuel de l'Académie de médecine.